# Chongyang (Xianning)
Chongyang (chiń. upr. 崇阳县; chiń. trad. 崇陽縣; pinyin Chóngyáng Xiàn) – powiat w południowo-zachodniej części prefektury miejskiej Xianning w prowincji Hubei w Chińskiej Republice Ludowej. Według danych z 2010 roku, liczba mieszkańców powiatu wynosiła 410623.